# VDL Research House II

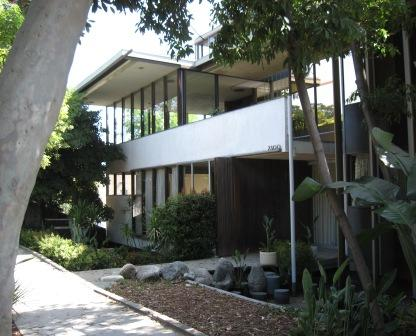

A VDL Research House II era a casa do arquiteto Richard Neutra, localizada na Silver Lake Boulevard, n.° 2300 em Los Angeles, Califórnia. É também conhecida por outros nomes, como Neutra Research House, Van der Leeuw House e  Richard and Dion Neutra VDL Research House II. Foi projetada por Richard Neutra e por seu filho Dion Neutra em 1964. Atualmente, a casa é propriedade da Cal Poly Pomona e mantida por sua faculdade de design ambiental.